# Ctenomys frater
El tuco-tuco rojizo (Ctenomys frater) es una especie de roedor del género Ctenomys de la familia Ctenomyidae. Habita en el centro-oeste de Sudamérica.

## Taxonomía
Esta especie fue descrita originalmente en el año 1902 por el zoólogo británico Oldfield Thomas.
Localidad tipo
La localidad tipo referida es: “Potosí (4300 msnm), departamento de Potosí, Bolivia”.
Caracterización y relaciones filogenéticas
Ctenomys frater es una especie relacionada con C. barbarus, C. budini, C. utibilis, C. sylvanus y C. lewisi.

## Distribución geográfica y hábitat
Esta especie de roedor es endémica del suroeste de Bolivia; fue colectada en las afueras de la ciudad de Potosí, en un rango altitudinal de 600 a 4300 m s. n. m..

## Conservación
Según la organización internacional dedicada a la conservación de los recursos naturales Unión Internacional para la Conservación de la Naturaleza (IUCN), al no poseer mayores peligros, la clasificó como una especie bajo “preocupación menor” en su obra: Lista Roja de Especies Amenazadas.